# 坂元裕二
坂元 裕二（さかもと ゆうじ、1967年〈昭和42年〉5月12日 - ）は、日本の脚本家・作詞家・戯曲家。東京芸術大学大学院映像研究科脚本領域教授。大阪府大阪市出身。妻は女優の森口瑤子（1998年結婚）。

## 経歴・概要
1967年、大阪府大阪市に生まれる。学生時代、映画では相米慎二監督作品、小説では中上健次作品を軸に色々な監督や作家の作品を見たり読んだりしていた。
高校卒業後、アルバイトの傍ら脚本を書き始め、1987年、「第1回フジテレビヤングシナリオ大賞」を19歳で受賞しデビュー。同時期に好きな監督が多く所属していたディレクターズ・カンパニーが行っていた脚本募集にも応募していたが、そちらでは採用されなかったためすぐに1人で自立して暮らせるテレビの道に進んだ。上京後はテレビ局のアシスタントをしながら脚本の腕を磨いた。
1989年、ドラマ『同・級・生』の脚本執筆者を担当し、今作が連続ドラマのデビュー作品となった。ドラマ『北の国から』のプロデューサーである山田良明に推薦される形で連続ドラマの脚本家デビューを果たす。
1991年、23歳の時に脚本を担当した『東京ラブストーリー』（フジテレビ）が大ヒットし、最高視聴率は32%。「月曜日の夜9時は街から女性（もしくはOL）たちが消えた」と言われるほどの社会現象となる。その影響からラブストーリーの脚本の依頼が次々舞い込むようになる。同年、はじめて映画作品に脚本協力として関わった金子修介監督による映画『就職戦線異状なし』が公開されている。
また、織田裕二、松たか子、小室哲哉、Le Couple、大瀧詠一、深津絵里 、星野真里などの楽曲の作詞を担当した経験がある。
1996年、「あのときは明らかにテレビ業界が嫌で逃亡した。自分には向いてないと思った」という理由でドラマ『翼をください!』への制作参加を最後にテレビドラマの脚本家業を一時的に休養している。当初は飯野賢治率いる株式会社ワープに所属してゲーム関連の仕事に携わり、『リアルサウンド 〜風のリグレット〜』などのシナリオを手掛け、1998年に同社を退社。付き合いのあった文芸誌の編集長から勧められ小説を執筆していたが、3年間一つの小説をずっと書き続け原稿用紙2000枚ほどの分量になるも終わらせ方がわからず未完成のまま、発表に至っていない。また、この頃はゲーム作品や映画作品のシナリオも執筆していた。その後、『きらきらひかる』の実写化ドラマ版を見たことでそのドラマに刺激を受け、それがテレビドラマ脚本の世界に戻るきっかけの1つになった。この休養期間中に、森口との結婚や長女の誕生を経験した。
木曜劇場『恋愛偏差値 第三章「彼女の嫌いな彼女」』からドラマ脚本業を再開している。本作の打ち上げで、キャストの1人であったつんく♂が『ひとりぼっちのハブラシ』を歌ってくれたことが心に残っていると振り返っている。
ドラマ脚本業再開後は、『西遊記』、『あなたの隣に誰かいる』、『リモート』、『トップキャスター』、『愛し君へ』、『チェイス〜国税査察官〜』など、様々なジャンルの脚本執筆・構成を担当した。
2004年、伊藤ちひろと共に行定勲監督の映画『世界の中心で、愛をさけぶ』の脚本制作を担当し、大ヒットを記録した。
ドラマ脚本業の再開後はフジテレビ以外でも連続・単発ドラマのオリジナル脚本を書き下ろすようになり、自局の贈収賄事件を扱うテレビキャスターを主人公とした『トップキャスター』、いじめを隠蔽する構造や二元論による問題の矮小化を描いた『わたしたちの教科書』、ネグレクトや母性神話による抑圧を扱った『Mother』、犯罪被害者家族と加害者家族の交流を描いた『それでも、生きてゆく』、社会のセーフティネットや周囲の関係と向き合いながら生活を築いていく親を扱った『Woman』、結婚や家族の在り方をテーマに置いたラブコメディ調の『最高の離婚』、職場における性加害や飲食経営の発展を描いた『問題のあるレストラン』など、かつてのトレンディドラマのイメージを大きく転換させた書き下ろしのオリジナルドラマを次々と発表し、最初期の作風とはまた違った側面において高い評価・注目を集める。
脚本を書き下ろしたオリジナルドラマは海外からの評価も高く、『Mother』は韓国、トルコでそれぞれリメイク版が制作、放送される。加えて、フランス、中華人民共和国、ウクライナ、タイランド、スペインなどでもそれぞれの国でリメイク作品の制作・放送が行われている。さらにそのリメイクされたドラマも重ねてヒットし、高視聴率及び多数のドラマ賞を受賞するなどの高評価を受け、2019年時点でアジア10カ国、世界35カ国以上で展開されるなど日本国外で異例の広がりを見せている。『Mother』に続き『Woman』はトルコ、フランス、韓国でリメイク版が制作・放送され、世界25カ国以上に展開されている。また、『いつかこの恋を思い出してきっと泣いてしまう』はトルコ、『問題のあるレストラン』は中華人民共和国、『最高の離婚』は韓国においてそれぞれリメイク版の制作・放送が行われている。
テレビドラマについて「登場人物たちがお客さんの生活の中に紛れ込んで、ただその人たちのことをだんだん気になって、毎週観る。僕はそれがテレビドラマの一番気に入っているところです」と話している。また、テレビドラマ作品の作風に変化があったとしても「テレビという器からちょっとこぼれているものを書きたい」という根本的な部分については今も昔も変わらないと話しており、加えて復帰以降に坂元が脚本を書き下ろした社会派と紹介されるいくつかの作品においても坂元が最初期に執筆した群像劇ドラマのような役者同士の軽快なやりとりによるシーンなども変わらず存在し、特定のジャンルや作風に該当する作品は少ない。
2012年9月22日、朗読劇『不帰の初恋、海老名SA』を公演。以降、定期的に坂元が役者に出演を依頼し、役者と共に朗読劇の公演を行っている。
2016年4月、東京芸術大学大学院映像研究科映画表現技術脚本領域教授に就任。
2017年6月、朗読劇のシナリオの一部を書籍としてまとめた『往復書簡 初恋と不倫』がリトルモアから出版された。本書は簡体字版、繁体字版でも、往復書簡集という形式で書籍化され、中国最大の書評サイト「豆瓣読書」 2020年度外国語文学のランキングにおいて三位に選出された。
2018年3月、連続ドラマ『anone』最終回後に、自らのInstagramで同作品を最後に数年の間は単発・連続ドラマの脚本執筆をお休みし、舞台や映画、大学院の授業など他の形態での活動のみに絞りますと報告した。この件については4年前から決めており、周囲のお世話になっている人たちや仕事仲間に説明した上で4年間、1月期に各1本の連続ドラマ執筆を手掛けていた。テレビ脚本の休業発表後、オリジナル脚本ドラマ『anone』は10月16日にフランスのカンヌで開催された「MIPCOM2018」において日本のドラマの中で「ぜひ買いたい作品」「自国で放送したい作品」として『Woman』以来2度目である「MIPCOM BUYERS' AWARD for Japanese Drama」のグランプリを受賞した。また、連ドラの仕事をこれから一切やらないという意味ではなく「テレビの世界では、仮に、もしいま仕事が決まったとしても、それは早くて2年後の放送分。いま何も決めていないということは、しばらく休むことになるんです」として、あくまでスケジュールの関係で連ドラを休むことになったと説明している。
2020年5月30日から放送されたドラマ『Living』の脚本制作に参加し、2年ぶりにドラマ脚本業を再開している。
2023年6月29日、Netflixは坂元裕二と5年間の契約を結び、坂元裕二とシリーズ作品や単発作品を複数製作し、その作品を配信することを発表した。加えて、Netflixの配信作品に限らず、さまざまな表現媒体から新作が多数控えていることが発表されている。

## 人物・エピソード
- 高校を卒業したばかりの18歳頃、深夜ラジオ『とんねるずのオールナイトニッポン』をよく聴いていた。当時、ディレクターズ・カンパニーの脚本募集以外の候補として『フジテレビヤングシナリオ大賞』へ応募したのは、「入賞すればフジテレビでとんねるずに会えるかもしれない」という期待からだった。シナリオ大賞受賞後に上京した19歳の頃、1度だけ石橋貴明と会ったことがある。2020年、トークバラエティ番組『石橋、薪を焚べる』（フジテレビ）のゲストとして石橋と33年ぶりに再会している[28]。また、2024年の『石橋貴明 あの人と、どらいぶ。』（TBSラジオ）では坂元が石橋を車の助手席に乗せ、2人でドライブをしながら話をしている[29]。
- 深夜単発ドラマ『男湯』及びその続編である『男湯2』の脚本を担当した大野大福とは坂元裕二の別名義である[30]。
- 2014年、飲食業を舞台としたドラマを制作する取材のために中目黒で飲食店を立ち上げ、開店から5年間経営に関わっていたことがある[31][31]。
- 自身の作風について、「お客さんの中で登場人物たちが生きてくれること、終わっても生きていてくれること、それだけを願って書いてきた結果が、いまの自分の作風になっています」と話している[6]。また、時代や需要に合わせた作品を作るのではなく、「こういう作品があったらいいのになと思っているものをつくる。こういう作品があった方がいい、という意味で時代を見ています」とインタビューの中で答えている[32]。
- 最初に大枠のキャスティングが決まっている状態から脚本を執筆する場合が多い。テレビのバラエティ番組やインタビューの中でその役者が普通に話している姿から興味を持ちキャスティングのオファーをすることが多い[33]。
- アニメーション監督である新海誠の大ファンであり、新海を今の時代をとらえて描写し、時代を見る視線は唯一無二だと評しており、リスペクトしていることを明かしている[34]。

## 受賞
- 第1回フジテレビヤングシナリオ大賞
- 『わたしたちの教科書』
  - 第26回向田邦子賞[35]
  - 第53回ザテレビジョンドラマアカデミー賞 脚本賞[36]
- 『Mother』
  - 第65回ザテレビジョンドラマアカデミー賞 脚本賞[37]
  - 東京ドラマアウォード2010 脚本賞[38]
  - 第19回橋田賞[39][40]
- 『それでも、生きてゆく』
  - 第70回ザテレビジョンドラマアカデミー賞 脚本賞[41]
  - 芸術選奨新人賞放送部門（『それでも、生きてゆく』、単発ドラマ『さよならぼくたちのようちえん』）[42]
- 『最高の離婚』
  - 第76回ザテレビジョンドラマアカデミー賞 脚本賞
- 『いつかこの恋を思い出してきっと泣いてしまう』
  - 第3回コンフィデンスアワード・ドラマ賞 脚本賞[43][44]
- 『カルテット』
  - 第7回コンフィデンスアワード・ドラマ賞 脚本賞[45][46]、及び同賞2017年年間大賞脚本賞[47][48]
  - 第92回ザテレビジョンドラマアカデミー賞 脚本賞[49]
  - 第68回芸術選奨文部科学大臣賞放送部門受賞
- 『花束みたいな恋をした』
  - 第13回TAMA映画賞 特別賞（本作に関わったすべての制作・製作関係者と一緒に受賞）[50]
- 『大豆田とわ子と三人の元夫』
  - 第108回ザテレビジョンドラマアカデミー賞 脚本賞[51]
  - 東京ドラマアウォード2021 脚本賞[52]
- 『初恋の悪魔』
  - 第113回ザテレビジョンドラマアカデミー賞 脚本賞[53]
- 2023年 - 紫綬褒章受章[54]
- 『怪物』
  - 第76回 カンヌ国際映画祭 脚本賞[55]
  - 第24回ニューポート・ビーチ映画祭 最優秀脚本賞[56]
  - 第75回読売文学賞（戯曲・シナリオ賞）[5][57]

## 作品リスト

### テレビドラマ
- GIRL-LONG-SKIRT〜嫌いになってもいいですか？〜（1987年、フジテレビ） - 第1回フジテレビヤングシナリオ大賞受賞作のドラマ化。演出：石坂理江子（宮本理江子）[58]。
- 同・級・生（1989年7月3日 - 9月25日、フジテレビ） - 原作：柴門ふみ
- 日本一のカッ飛び男（1990年4月9日 - 6月25日、フジテレビ）
- 東京ラブストーリー（1991年1月7日 - 3月18日、フジテレビ） - 原作：柴門ふみ
- 二十歳の約束（1992年10月10日 - 12月21日、フジテレビ）
- 海が見たいと君が言って（1994年9月24日、フジテレビ）
- 聖夜の奇跡 第2話「聖者が街にやってくる」（1995年12月23日、フジテレビ）
- 翼をください!（1996年7月1日 - 9月23日、フジテレビ）
- 恋愛偏差値 第3章「彼女の嫌いな彼女」（2002年8月29日 - 9月19日、フジテレビ） - 原作：唯川恵
- リモート（2002年10月12日 - 12月14日、日本テレビ） - 原作：天樹征丸
- 男湯（2003年、フジテレビ） - 「大野大福」名義で執筆
- 男湯2（2003年、フジテレビ） - 「大野大福」名義で執筆
- あなたの隣に誰かいる（2003年10月7日 - 12月9日、フジテレビ）
- 愛し君へ（2004年4月19日 - 6月28日、フジテレビ） - 原作：さだまさし『解夏（げげ）』
- ラストクリスマス（2004年10月11日 - 12月20日、フジテレビ）
- 西遊記（2006年1月9日 - 3月20日、フジテレビ）
- トップキャスター（2006年4月17日 - 6月26日、フジテレビ）
- わたしたちの教科書（2007年4月12日 - 6月28日、フジテレビ）
- 猟奇的な彼女（2008年4月20日 - 6月29日、TBS）
- 太陽と海の教室（2008年7月21日 - 9月22日、フジテレビ）
- チェイス〜国税査察官〜（2010年4月17日 - 5月22日、NHK）
- Mother（2010年4月14日 - 6月23日、日本テレビ）
- 世にも奇妙な物語 20周年スペシャル・秋 〜人気作家競演編〜 第3話「栞の恋」（2010年10月4日、フジテレビ） - 原作：朱川湊人
- さよならぼくたちのようちえん（2011年3月30日、日本テレビ）
- それでも、生きてゆく（2011年7月7日 - 9月15日、フジテレビ）
- 負けて、勝つ 〜戦後を創った男・吉田茂〜（2012年9月8日 - 10月6日、NHK）
- 最高の離婚（2013年1月10日 - 3月18日、フジテレビ）
  - 最高の離婚Special 2014（2014年2月8日、フジテレビ）
- Woman（2013年7月3日 - 9月21日、日本テレビ）
- おやじの背中 第2話「ウエディング・マッチ」（2014年7月20日、TBS）
- 問題のあるレストラン（2015年1月15日 - 3月19日、フジテレビ）[59]
- いつかこの恋を思い出してきっと泣いてしまう（2016年1月18日 - 3月21日、フジテレビ）[60]
- カルテット（2017年1月17日 - 3月21日、TBS）[61]
- anone（2018年1月10日 - 3月21日、日本テレビ）[62]
- Living（2020年5月30日 - 6月6日、NHK総合）[63] [64][65]
- スイッチ （2020年6月21日、テレビ朝日）[66]
- 大豆田とわ子と三人の元夫（2021年4月13日 - 6月15日、関西テレビ）
- 初恋の悪魔（2022年7月16日 - 9月24日、日本テレビ）

### 配信作品
- 春のまぼろし（2010年2月3日配信、フジパシフィック音楽出版）
- モザイクジャパン（2014年5月18日 - 6月15日、WOWOW）
- クレイジークルーズ（2023年配信、Netflix）[67]

### 映画
- 就職戦線異状なし（1991年） - 原作：杉元伶一 ※脚本協力として参加
- ユーリ ЮЛИИ（1996年）※初監督作品。原案・脚本も担当
- TOKYO EYES（1998年 日本・フランス）※サンティアゴ・アミゴレナ、フィリップ・マドラルとの共同脚本（日本語台詞を担当）
- 世界の中心で、愛をさけぶ（2004年） - 原作：片山恭一 ※行定勲、伊藤ちひろとの共同脚本
- ギミー・ヘブン（2006年）
- 西遊記（2007年）
- 花束みたいな恋をした（2021年）[68]
- 怪物（2023年）
- ファーストキス 1ST KISS（2025年）[69]
- 片思い世界（2025年）[70]

### 短編作品
- 「雑談会議」会話劇『水本さん』東京藝術大学映画専攻脚本領域制作 - 脚本：坂元裕二 - 監督：清水俊平（2017年2月3日公開）[71]

### 舞台
演劇
- スタンド・バイ・ミー（1991年8月、演出：永山耕三）
- 恋と革命（1992年）
- 恋と革命（2009年、演出：松浦徹）
- またここか（2018年、演出：豊原功補）
- 死の笛（2024年、演出：水田伸生）

朗読劇
- 朗読劇 不帰の初恋、海老名SA（2012年）
- 朗読劇 不帰の初恋、海老名SA ／カラシニコフ不倫海峡（2014年）
- 蝋燭朗読中目黒（2014年）
- 朗読劇「第一夜『カラシニコフ不倫海峡』」「第二夜『不帰の初恋、海老名SA』」（2017年）
- 朗読劇「忘れえぬ 忘れえぬ」、「初恋」と「不倫」（2021年）
- 朗読劇「忘れえぬ、忘れえぬ」（2024年）

### 作詞

#### 主な提供アーティスト
- TM NETWORK
- 小室哲哉
- 織田裕二
- 松たか子
- Le Couple
- 星野真里
- 高杉さと美
- 深津絵里
- 大瀧詠一 「幸せな結末」 [74]
- 夏木マリ アルバム『パロール』収録曲「三時間四十二分」（2002年9月28日リリース）[75]

### イベント
- 坂元裕二の残業（2018年）
- 株式会社明後日主催「全国へゆこうか！朗読ジャーニー 『詠む読む』」という2019年3月から始まった〝坂元裕二が書き上げたシナリオや小説を、俳優の満島ひかりと地域ごとに招待したゲストに朗読してもらう〟といった内容の企画を、全ての都道府県制覇という目標の元、不定期に開催している[76]。現時点で満島ひかりとペアを組んだ朗読ゲストは森岡龍、のん、毎熊克哉、森七菜、佐久本宝、駿河太郎、YO-KING、小林聡美、中嶋朋子、井之脇海、錦戸亮[76]。

### ゲーム
- エネミー・ゼロ（1996年、ワープ）※台詞
- リアルサウンド 〜風のリグレット〜（1997年、ワープ）
- ニュールーマニア ポロリ青春（2003年、セガ）[77]

### テレビアニメ
- 怪 〜ayakashi〜「天守物語」（2006年、フジテレビ）

### 漫画
- SKINLESS COWBOY（1994年、ビッグコミックスピリッツ、作画：窪之内英策）

### 書籍
- 東京ラブストーリー（1991年、小学館）ISBN 978-4093590419：テレビシナリオ作品集。
- ユーリ（1996年、幻冬舎）ISBN 978-4877281182：映画シナリオとオリジナル詩集。
- 藍調 -Blue Note-（2003年、小学館プロダクション）ISBN 978-4796870214：アートコミック。陳淑芬（イラスト）、平凡（イラスト）とのコラボレーション。
- ウーギークックのこどもたち（2014年、河出書房新社）ISBN 978-4309274829：絵・林田秀一。日本テレビ系連続ドラマ『Woman』劇中に登場する架空の絵本だったが、視聴者のリクエストに応え放送1年後に刊行された。
- 往復書簡 初恋と不倫（2017年、リトルモア）ISBN 978-4898154618
- 脚本家 坂元裕二（2018年、ギャンビット）ISBN 978-4907462406

その他、脚本を手がけた各テレビドラマ・映画が書籍化されている。